# Татарська вулиця (Київ)
Тата́рська ву́лиця — вулиця в Шевченківському районі міста Києва, місцевість Татарка. Пролягає від Глибочицької вулиці до Нагірної вулиці.
Прилучаються вулиці Підгірна, Князя Володимира Мономаха та Татарський провулок.

## Історія
Заселення місцевості почалося у середині XIX століття, коли на Татарку почали перебиратися мешканці Подолу, які страждали від щорічних повеней, і спочатку забудова велися стихійно. У 60-х роках XIX століття тут було прокладено кілька нових вулиць, зокрема, Татарська вулиця, назва якої походить від самої місцевості — Татарки. Таку назву, за переказами, Татарській та сусіднім Печенізькій і Половецькій вулицям надав міський землемір Таїров.
На Татарській вулиці залишилося кілька старовинних садиб 1870–90-х років (будинки №№ 32, 32-А) Сучасна житлова забудова переважно належить до 1970–80-х років.

## Персоналії
У будинку № 25 деякий час знаходилася майстерня монументального мистецтва Української державної Академії мистецтв, керівником якої був Михайло Бойчук.

## Галерея

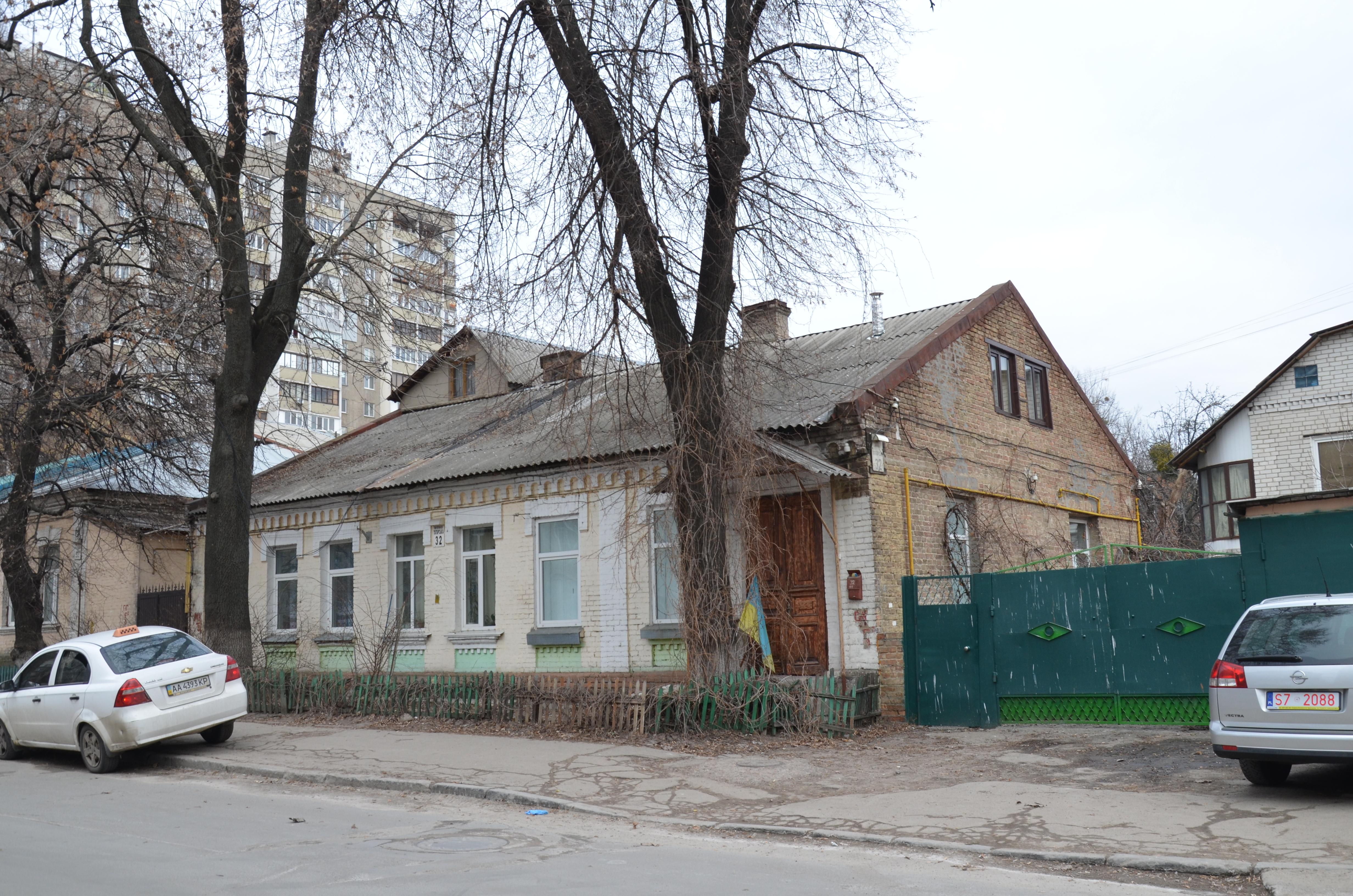
Житловий будинок, Київ, вул. Татарська, 32
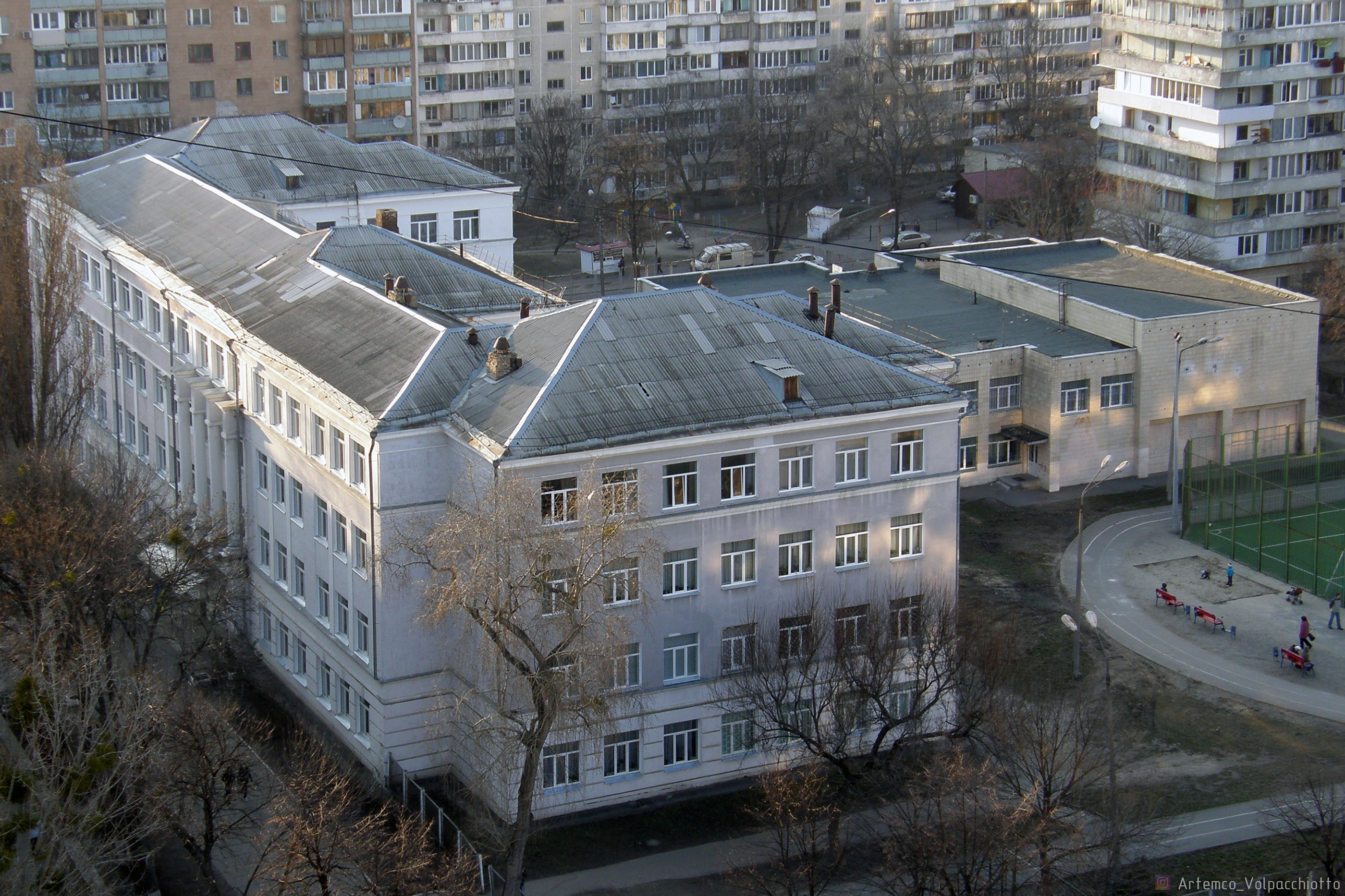
школа № 139, 1937 р., типовий проєкт — сторона, що виходить на вулицю